# Jean de Bloch
Jan Gotlib Bloch, né le 24 juillet 1836 à Radom et mort le 7 janvier 1902 à Varsovie, est un banquier, industriel et pionnier du chemin de fer polonais, d'origine juive, connu sous le nom de « Roi du chemin de fer ».

## Biographie
Jan Gotlib naît dans une famille juive assez prospère, car son père possède une petite usine textile. Après avoir fréquenté le heder, il est scolarisé dans un lycée de Varsovie et termine sa formation par des études à l’Université de Berlin. Dans les années 1860, il se consacre à la construction du chemin de fer, une activité en plein développement dans l’Empire russe. Devenu très riche, il se fait connaître comme grand philanthrope. À la fin du XIXe siècle, lorsque le sionisme commence à devenir de plus en plus populaire, Jan Gotlib Bloch participe souvent aux travaux de la filiale russe de la Jewish Colonization Association, lui faisant de nombreux dons.
Auteur d'une étude considérable en six volumes intitulée La guerre de l'avenir qui montre de manière prémonitoire l'impact désastreux que peut avoir une guerre moderne, il est l'un des organisateurs de la première conférence de La Haye en 1899 et fonde le premier musée Guerre et Paix à Lucerne,.
Nommé pour le Prix Nobel de la paix en 1901, il meurt le 7 janvier 1902 et est inhumé au cimetière de Powązki à Varsovie.

## Publications
Publications traduites en français
- Impossibilités techniques et économiques d'une guerre entre grandes puissances, conférences tenues à La Haye en juin 1899, 109 pages, Paul Dupont, 1899.
- Évolution de la guerre et de la paix, Imprimerie Paul Dupont, 36 pages, 1899.
- Conséquences probables tant politiques qu'économiques d'une guerre entre grandes puissances, rapport au IXe Congrès de la paix, 1900.